# Jarosław Hampel
Jarosław "Jarek" Hampel, född 17 april 1982 i Łódź, Polen, är en polsk speedwayförare. Hampel blev silvermedaljör i VM 2010 efter Tomasz Gollob. Han kom trea i GP Challence 2010. Han vann sitt första GP i Parken 2010. I Sverige kör han för Elit Vetlanda och är även lagkapten där. Han har kört för Elit Vetlanda i 8 säsonger och innan des körde han för Lejonen och Kaparna.